# Rinascimento ferrarese

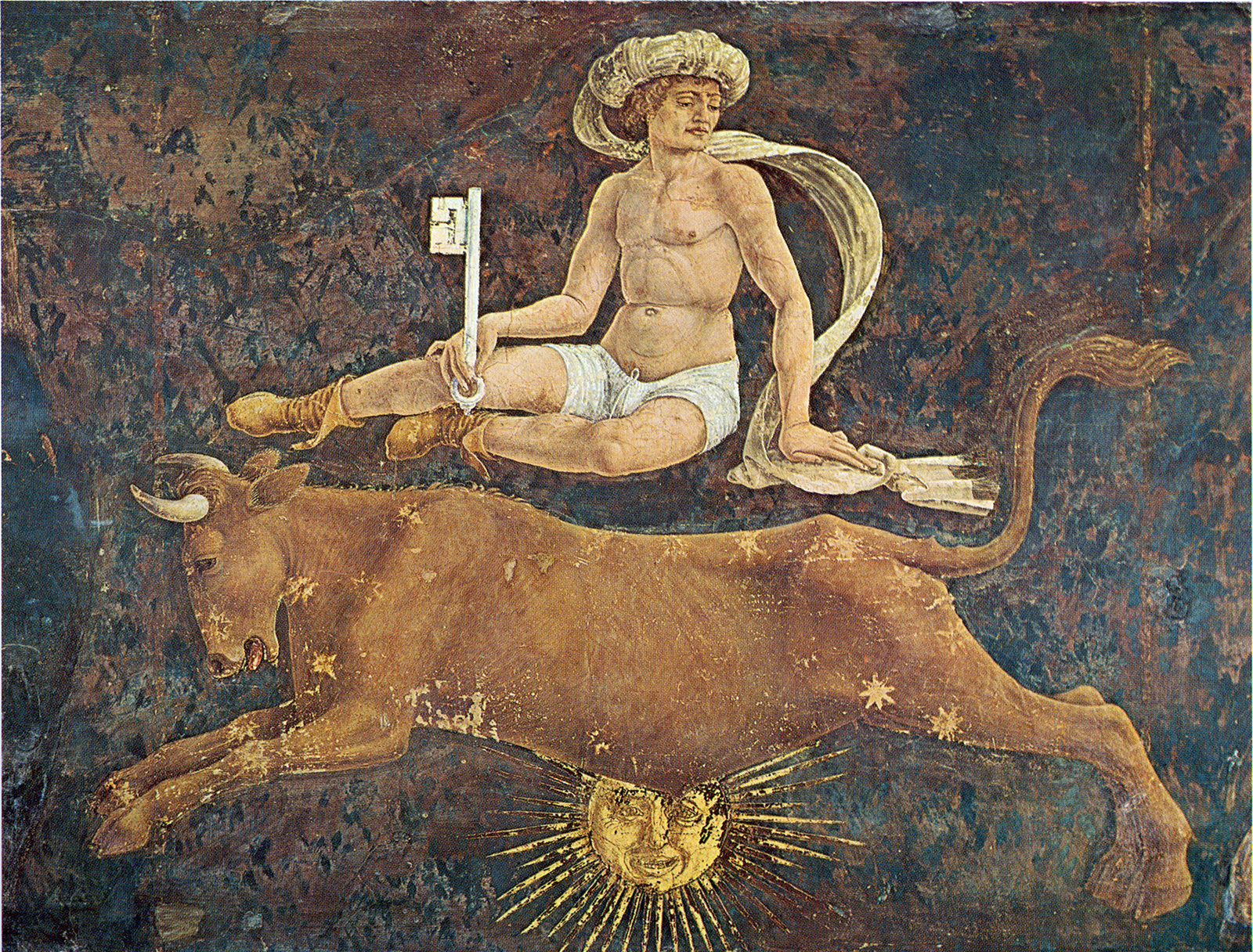
Aprile, Salone dei Mesi di Palazzo Schifanoia, Ferrara

Il Rinascimento ferrarese è un periodo storico che iniziò con la signoria di Leonello d'Este attorno alla metà del XV secolo e produsse alcuni dei più originali risultati nell'ambito del primo Rinascimento italiano. Vi contribuì la nota scuola di Cosmè Tura, Francesco del Cossa ed Ercole de' Roberti. Una seconda scuola prese le mosse nel XVI secolo, con Dosso Dossi.

## Storia

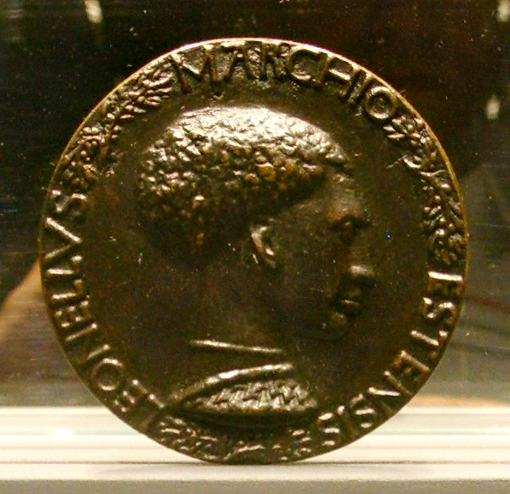
Pisanello, prima medaglia di Leonello d'Este (1441-1443)

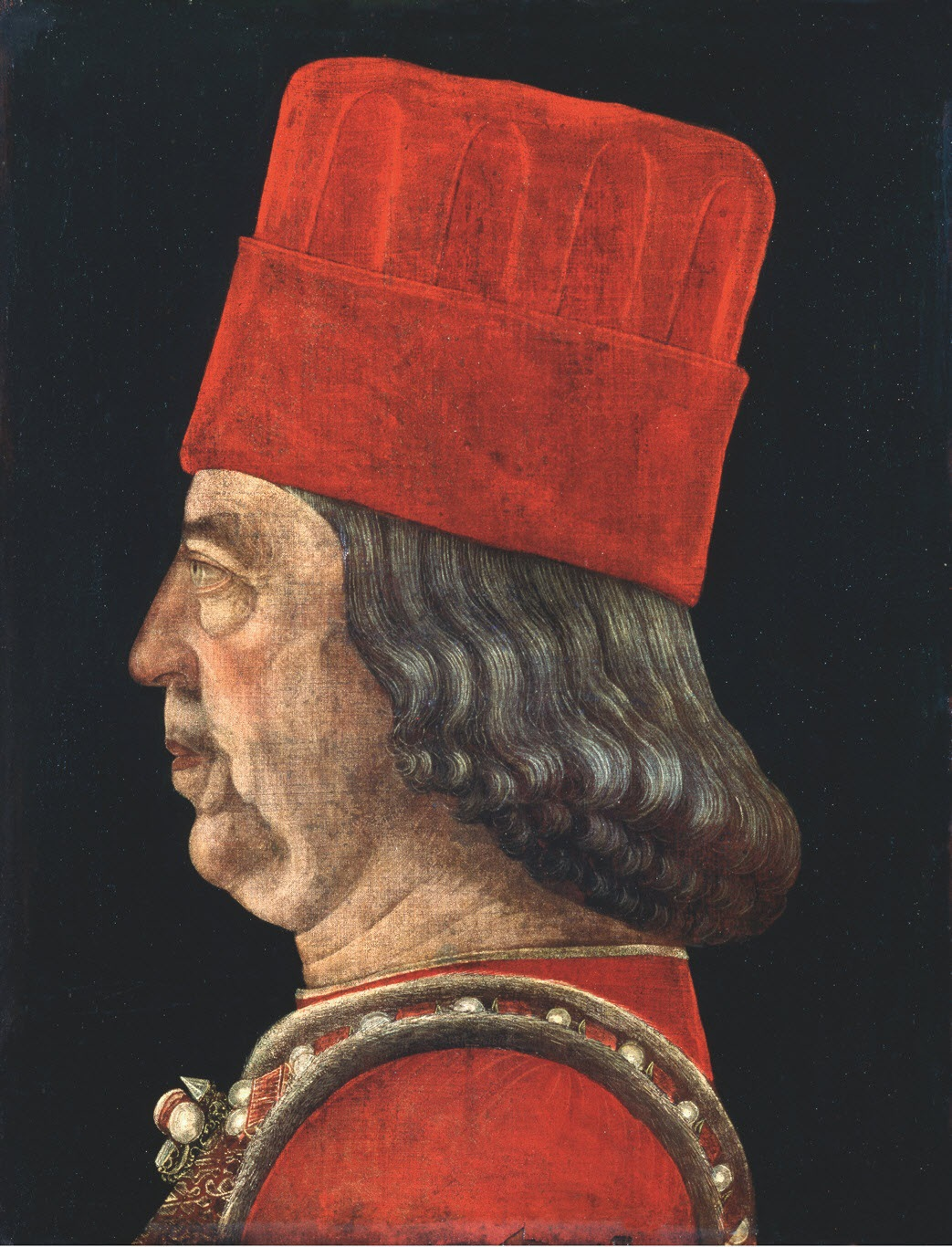
Baldassarre d'Este, Ritratto di Borso d'Este

La corte degli Este a Ferrara era una delle più vitali dell'Italia settentrionale fin dalla fine del XIV secolo, quando Niccolò d'Este avviò l'Università e diede inizio alla costruzione del castello. Spiccati erano i connotati cortesi, come dimostrano gli interessi verso il mondo favolistico di retaggio medievale, testimoniati dai numerosi romanzi cavallereschi che arricchivano la celebre biblioteca, verso l'astrologia e l'esoterismo. Sul piano artistico era molto apprezzato Pisanello, che realizzò varie medaglie per Lionello d'Este, e la produzione miniata sia di stampo internazionale, in cui spiccava Belbello da Pavia (autore della Bibbia di Niccolò d'Este), sia aggiornata all'umanesimo, come quella di Taddeo Crivelli (Bibbia di Borso d'Este).
Con Leonello d'Este al potere gli orizzonti culturali della corte si ampliarono ulteriormente, spaziando tra tutti i nuovi fermenti e contribuendo a creare un ambiente del tutto singolare nel panorama italiano. Educato dall'umanista Guarino Veronese, fu in contatto con le principali personalità artistiche del tempo, tra cui oltre al già citato Pisanello, ci furono Leon Battista Alberti, Jacopo Bellini, Piero della Francesca (dal 1448 circa) e il giovane Andrea Mantegna (in città tra il 1449 e il 1451). Inoltre avviò una raccolta antiquaria e una manifattura di arazzi, che crearono rapporti stretti e continui con le Fiandre: a Ferrara soggiornarono, in tutta probabilità, alcuni grandi maestri transalpini, come Rogier van der Weyden (verso il 1450) e Jean Fouquet (verso il 1447, lasciando il Ritratto del buffone Gonella). Le opere di questi autori vennero ammirate nelle collezioni marchionali dagli artisti italiani di passaggio, permettendo il contatto tra le due grandi scuole pittoriche.

## Pittura
Fu durante l'epoca di Borso d'Este (al potere dal 1450 al 1471) che i molteplici fermenti artistici della corte si trasformarono in uno stile peculiare, soprattutto in pittura. Gli stimoli di base erano la cultura cortese, la razionalità prospettica e la luce limpida di Piero della Francesca, l'attenzione ottica al dettaglio dei pittori fiamminghi e il donatellismo, filtrato attraverso gli squarcioneschi. A ciò gli artisti ferraresi aggiunsero presto una loro interpretazione peculiare, caratterizzata dalla tensione lineare, l'esasperazione espressiva, la preziosità unita con una forte espressività.

### Lo Studiolo di Belfiore

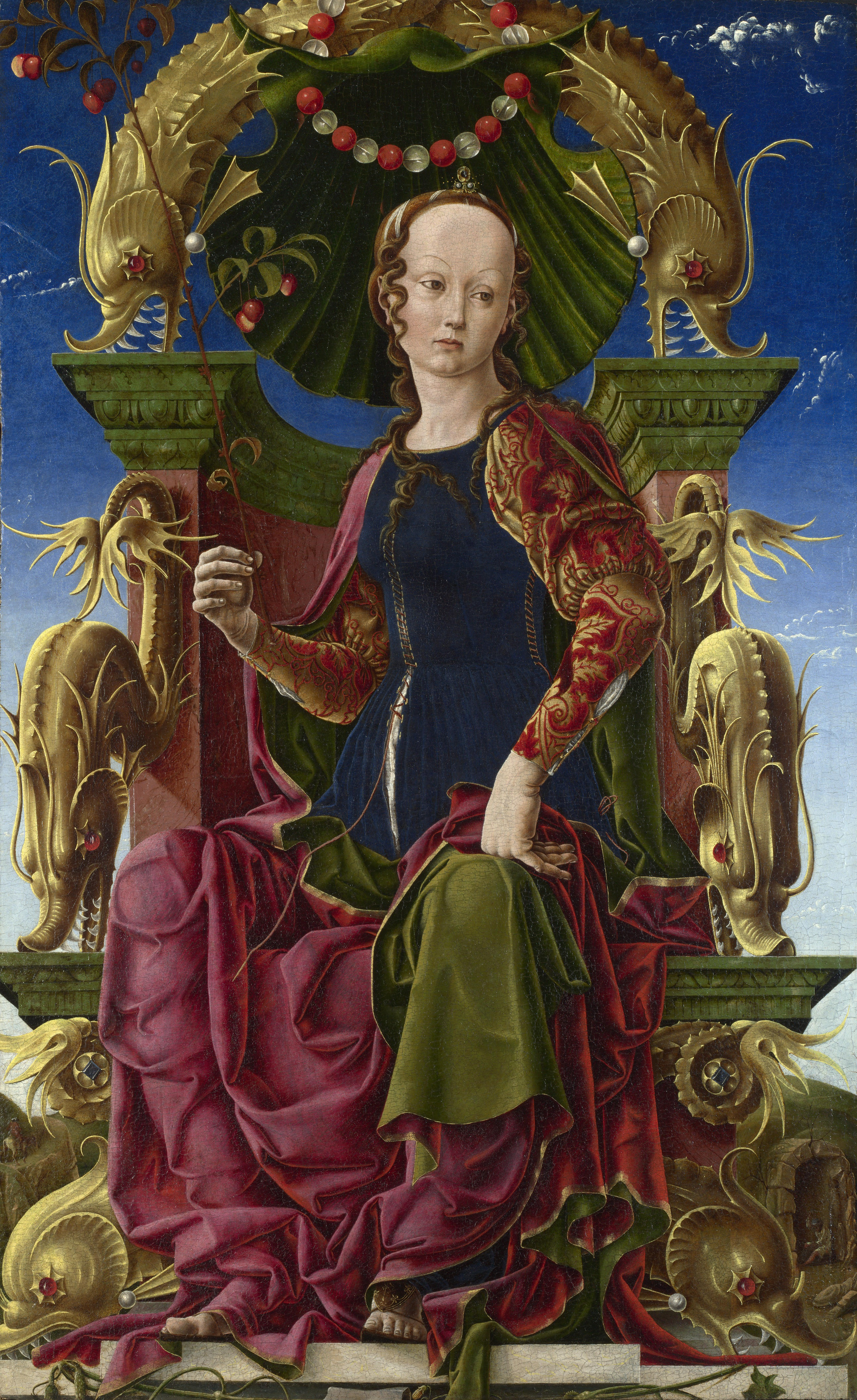
Cosmè Tura, Calliope, National Gallery, Londra

Il nascere della scuola ferrarese, col suo linguaggio peculiare, si coglie nelle decorazioni superstiti dello Studiolo di Belfiore, voluto da Lionello ma terminato all'epoca di Borso, già nella scomparsa Delizia di Belfiore. La decorazione era composta da tarsie dei da Lendinara e da un ciclo pittorico di Muse su tavola, disperse o distrutte dopo la scomparsa del palazzo.
Tra le tavole più rappresentative, Thalia di Michele Pannonio è legata stilisticamente al gotico internazionale, con una figura sottile ed elegantemente avvitata, sottolineata da profili scivolosi che si infrangono però nel panneggio tagliente al ginocchio, mentre l'esuberante spazialità del seggio e l'estrosa ricchezza decorativa, di gusto anticheggiante, rimandano al Rinascimento padovano.
Polimnia invece, già attribuita a Francesco del Cossa ed oggi ritenuta di anonimo ferrarese, mostra invece un evidente debito ai modi di Piero della Francesca, con un impianto solenne e sintetico, che campeggia su un nitido panorama aperto.
Nella Calliope di Cosmè Tura si notano invece già stimoli che, ricomposti in maniera originale, furono alla base della scuola ferrarese: costruzione solida e prospetticamente attenta, con punto di vista ribassato, e una fantasia sfrenata nella descrizione del trono, con un libero accostamento di elementi derivanti pure dalla lezione padovana di Francesco Squarcione, ma evidenziati dalla luce incidente sfino a una tensione surreale.

### Cosmè Tura

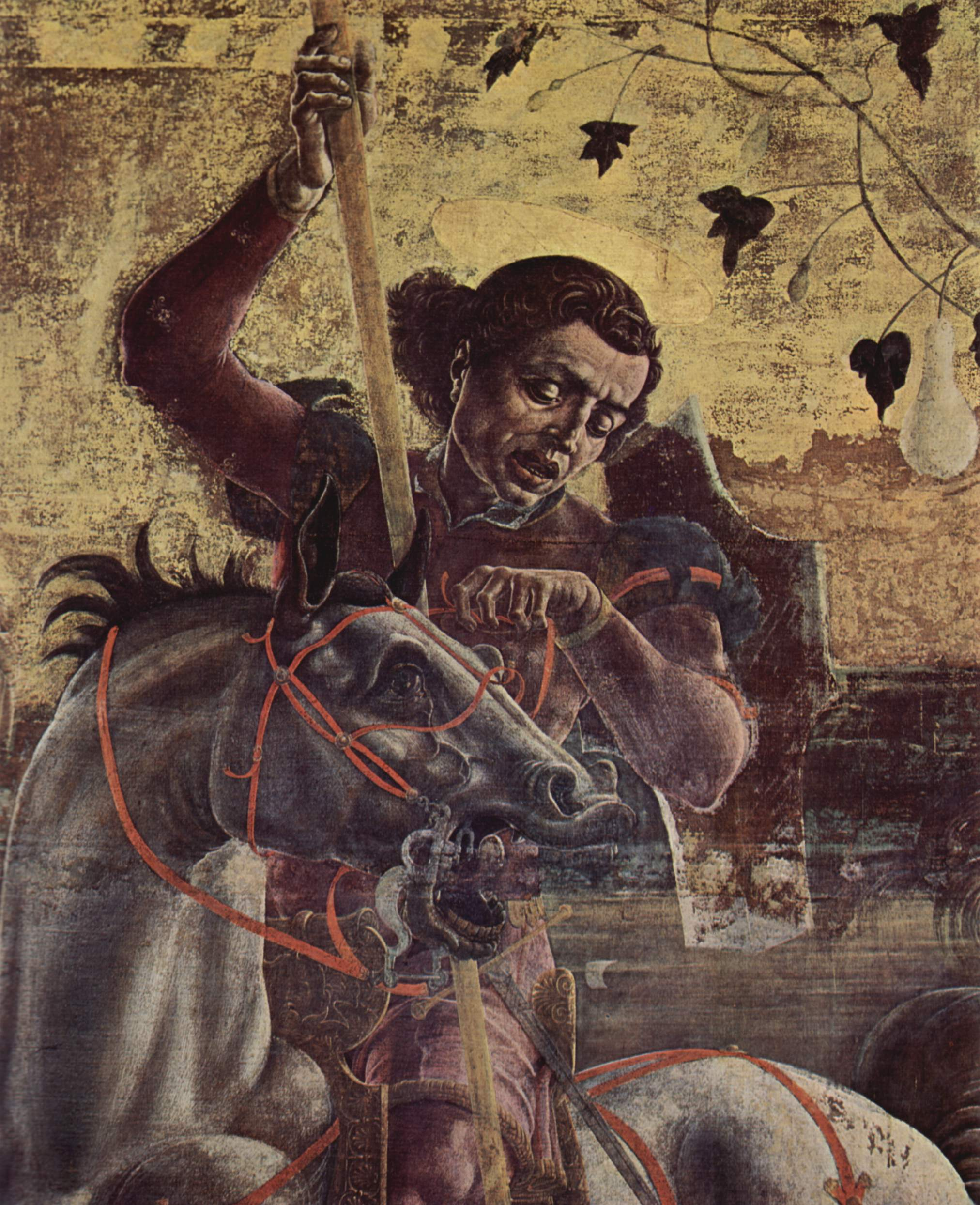
Cosmè Tura, San Giorgio, dalle ante dell'organo del Duomo di Ferrara

Il fondatore della scuola ferrarese è considerato Cosmè Tura, al quale si affiancarono poi Francesco del Cossa ed Ercole de' Roberti. Pur nelle differenze individuali, le loro opere sono accomunate dalla preferenza per le immagini preziose e raffinate, i profili aguzzi, il chiaroscuro incisivo che rende ogni materiale come metallo sbalzato o pietra dura.
Lo stile di Tura si legge in tutta la sua originalità e complessità nel lavoro delle ante dell'organo del Duomo di Ferrara, dipinte nel 1469. Quando aperte mostrano un'Annunciazione, quando chiuse San Giorgio e la principessa. Nell'Annunciazione la solenne architettura di sfondo, che cita l'antico, ricorda Andrea Mantegna, come anche i panneggi "lapidei" o la presenza, nel paesaggio, di speroni rocciosi stratificati. Al tempo stesso si riscontrano particolari di grande naturalismo e richiami del mondo cortese, come nei bassorilievi sotto gli archi che raffigurano i Pianeti, il tutto fuso e rielaborato con un estro straordinario. Il lato di San Giorgio invece è caratterizzato da un dinamismo sfrenato, reso ancora più espressivo dai contorni netti e taglienti, le lumeggiature grafiche e l'estremo espressionismo che stravolge i volti di uomini e animali.

### Francesco del Cossa

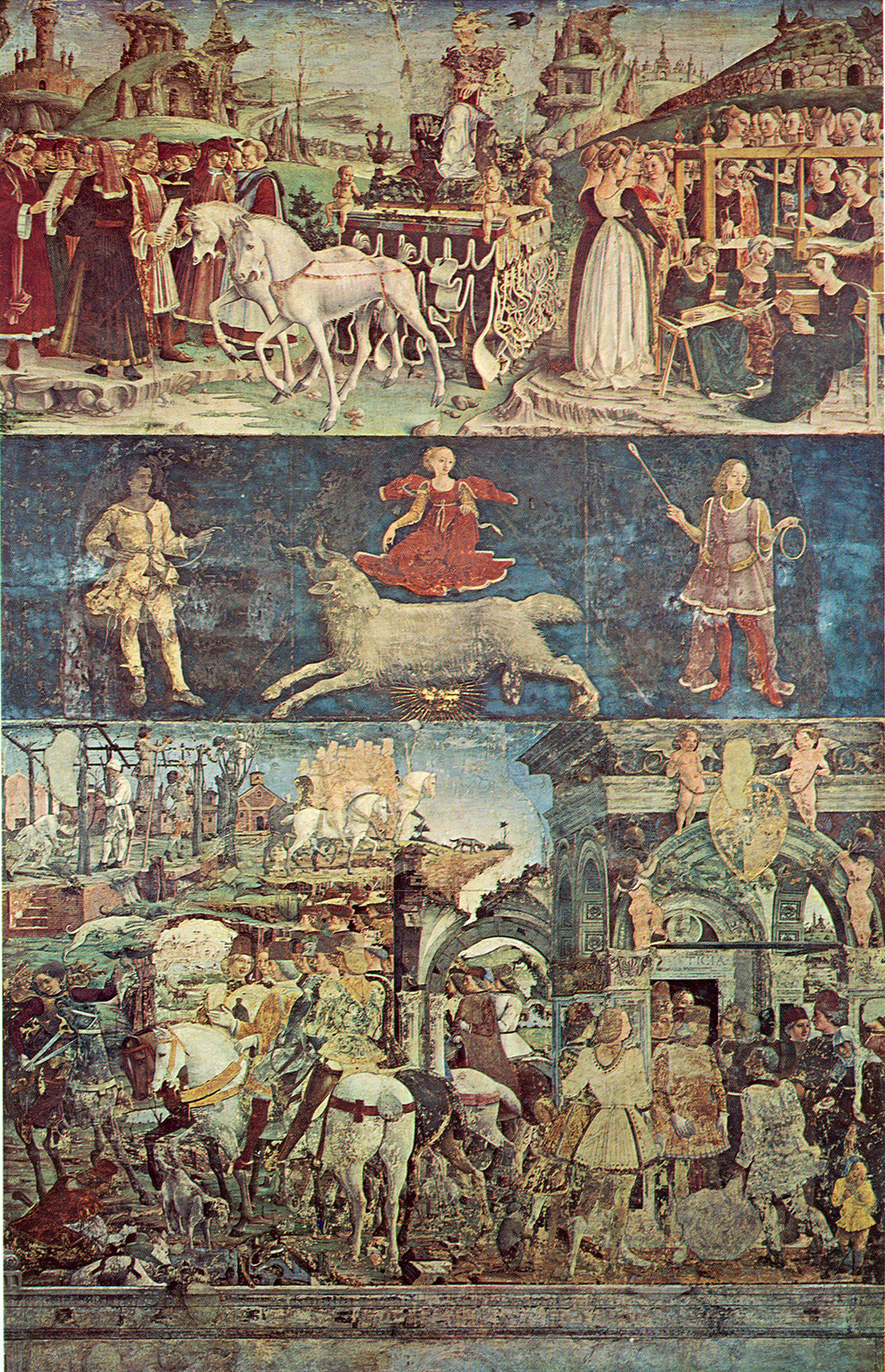
Francesco del Cossa, Marzo

Francesco del Cossa, di poco più giovane del Tura, partì da basi comuni al collega, ma giunse ad esiti diversi per via del maggior risalto dato alla lezione di Piero della Francesca, con figure più composte e solenni. Non è sicura la sua partecipazione allo studiolo di Belfiore, ma partecipò all'altro grande saggio di pittura ferrarese, il Salone dei Mesi di Palazzo Schifanoia (1467-1470). A questo complesso ciclo di affreschi lavorarono più pittori, probabilmente diretti da Cosmè Tura, sulla base di un programma iconografico di Pellegrino Prisciano ricco di riferimenti astronomici, filosofici e letterari. Originariamente la decorazione era composta da dodici settori, uno per mese, dei quali ne restano oggi sette. Ciascun settore è diviso a sua volta in tre fasce: una più alta dove è dipinto il trionfo del dio protettore del mese circondato dai "figli" impegnati in attività tipiche, una centrale a fondo blu con il segno zodiacale e tre "decani", e una inferiore con scene che ruotano attorno alla figura di Borso d'Este. Celebrando il Signore e i suoi ideali si celebrava l'intero Stato nelle sue varie funzioni, che andavano dalla rappresentanza al governo.
A Francesco del Cossa spettò ad esempio il mese di Marzo, caratterizzato da forme solide e sintetiche, colore luminoso e un'attenta cura nella costruzione prospettica, che arriva a ordinare anche le rocce dello sfondo, dalle forme fantasiosamente visionarie. Alle forme quasi cristallizzate di Cosmè Tura, Francesco contrappose una più naturale rappresentazione umana.

### Ercole de' Roberti

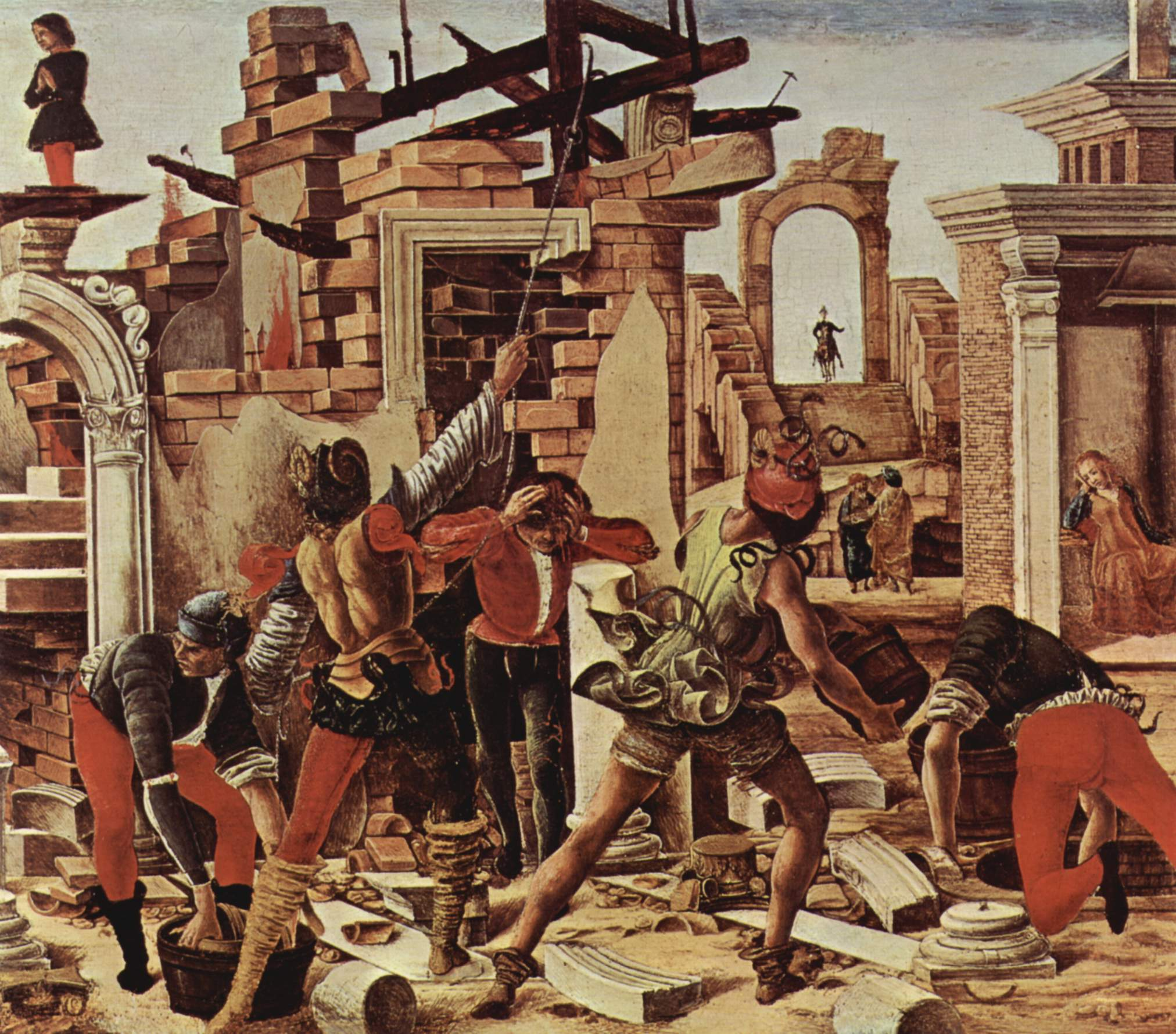
Dettaglio dei Miracoli di san Vincenzo Ferrer, dal Polittico Griffoni

Il terzo protagonista della scuola ferrarese è Ercole de' Roberti, pure attivo nel Salone dei Mesi. A lui è attribuito Settembre, dove le forme subiscono una stilizzazione geometrica (come nelle rocce) e le figure assumono una tale dinamismo, grazie ai contorni tesi e spigolosi, da rendere tutto antinaturalistico, ma di grande violenza espressiva.
Sue sono anche le tavole con le Storie di san Vincenzo Ferrer (1473, Pinacoteca Vaticana), dove si nota un'evoluzione: se le architetture appaiono più organizzate razionalmente, restano i contorni spezzati delle figure, i panneggi sbalzati con forza e i paesaggi onirici, che nel complesso si addicono alle inquietudini serpeggianti nel periodo, che portarono sul finire del secolo a una crisi degli ideali rinascimentali.
Un punto di arrivo ben diverso fu infine la Pala Portuense (1479-1481), per la chiesa di Santa Maria in Porto nei pressi di Ravenna, dove le tensioni espressionistiche sono relegate ad alcuni bassorilievi sul basamento del trono della Vergine, mentre il sentimento generale è accordato a una pacata ed equilibrata armonia, con corrispondenze simmetriche nei colori. Il tutto viene però anche movimentato dalla vertiginosa architettura del trono, che lascia spazio per un panorama aperto alla base (dove si allude alla mitica fondazione della chiesa) con colonnine dove il marmo è reso con straordinaria sensibilità luministica.

### Il XVI secolo

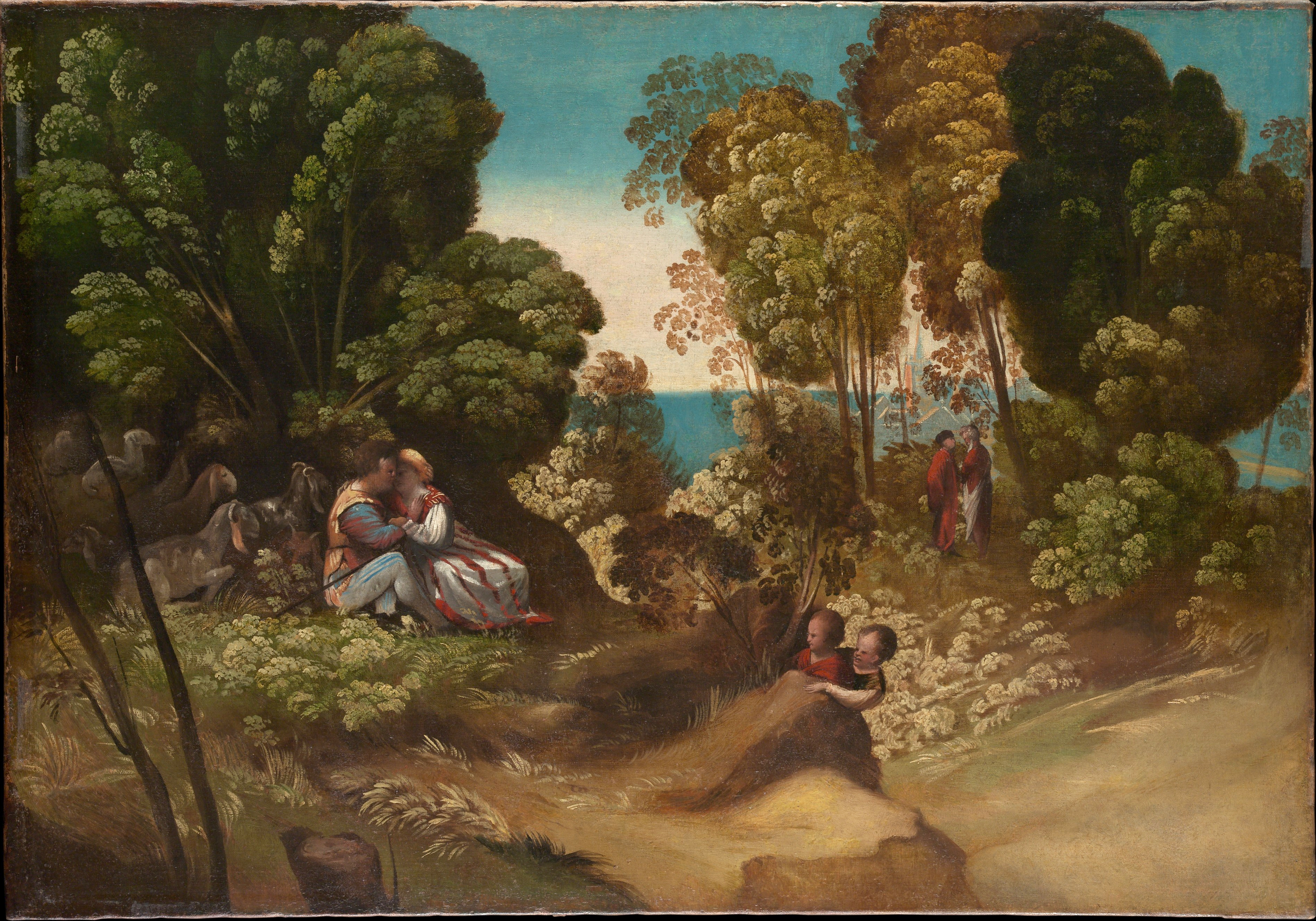
Dosso Dossi, Tre età dell'uomo (1515)

La generazione dei maestri quattrocenteschi si esaurì negli anni novanta del secolo, senza un ricambio artistico di alto livello: i frutti della scuola ferrarese erano stati infatti recepiti soprattutto altrove, per cui all'aprirsi del nuovo secolo gli Este presero sotto la propria ala protettiva artisti di formazione più variegata, aggiornati alle novità del Rinascimento romano e veneziano. A Venezia in particolare guardavano gli artisti locali, grazie alle alleanze della casa d'Este e ai loro gusti. Da Tiziano, ospite più volte in città, trassero un'intelligente interpretazione del suo linguaggio in chiave di fantasiosa narrazione, tipica del colto ambiente letterario ferrarese.
Le figure dominanti della pittura di corte in questo periodo furono il Garofalo, Ludovico Mazzolino e, soprattutto, Dosso Dossi. La presenza di grandi letterati come Ludovico Ariosto favorì un clima di evocazione fantastica, che si percepisce soprattutto nello straordinario studiolo di Alfonso II d'Este, i Camerini d'alabastro, distrutto nel 1598. La decorazione, diretta dal Dossi, comprendeva una serie di straordinarie tele di Baccanali, realizzati da vari artisti tra cui Giovanni Bellini e, soprattutto, Tiziano. Lo stesso Dosso riprese da Tiziano alcuni stilemi come la ricchezza cromatica e le ampie aperture paesistiche, a cui aggiunse uno stile fluido e vivacemente ricco di inventiva, soprattutto nei soggetti letterari e mitologici. Alcuni dei suoi motivi mitologici furono ancora fonte di ispirazioni per i pittori emiliani del primo Seicento come Annibale Carracci.
Un altro apprezzato pittore ferrarese fu Lorenzo Costa, che divenne pittore di corte a Mantova dopo la scomparsa di Mantegna.
La seconda metà del secolo, con la scomparsa di Dosso e la fine delle grandi committenze granducali, mantenne una certa vitalità grazie alla presenza della famiglia Filippi, in cui spiccava Sebastiano, alias il Bastianino, autore di un Giudizio universale di chiara ascendenza michelangiolesca nell'abside del Duomo di Ferrara. Più tardi la scuola locale si giovò di Carlo Bononi, ma con l'annessione allo Stato della Chiesa e il trasferimento della capitale estense a Modena, Ferrara perse il ruolo di centro artistico di riferimento. La fine di un'epoca fu suggellata dallo smantellamento dei camerini d'alabastro (1598), le cui decorazioni, portate a Roma, finirono per essere disperse  e oggi si trovano in vari musei.

## Architettura e urbanistica

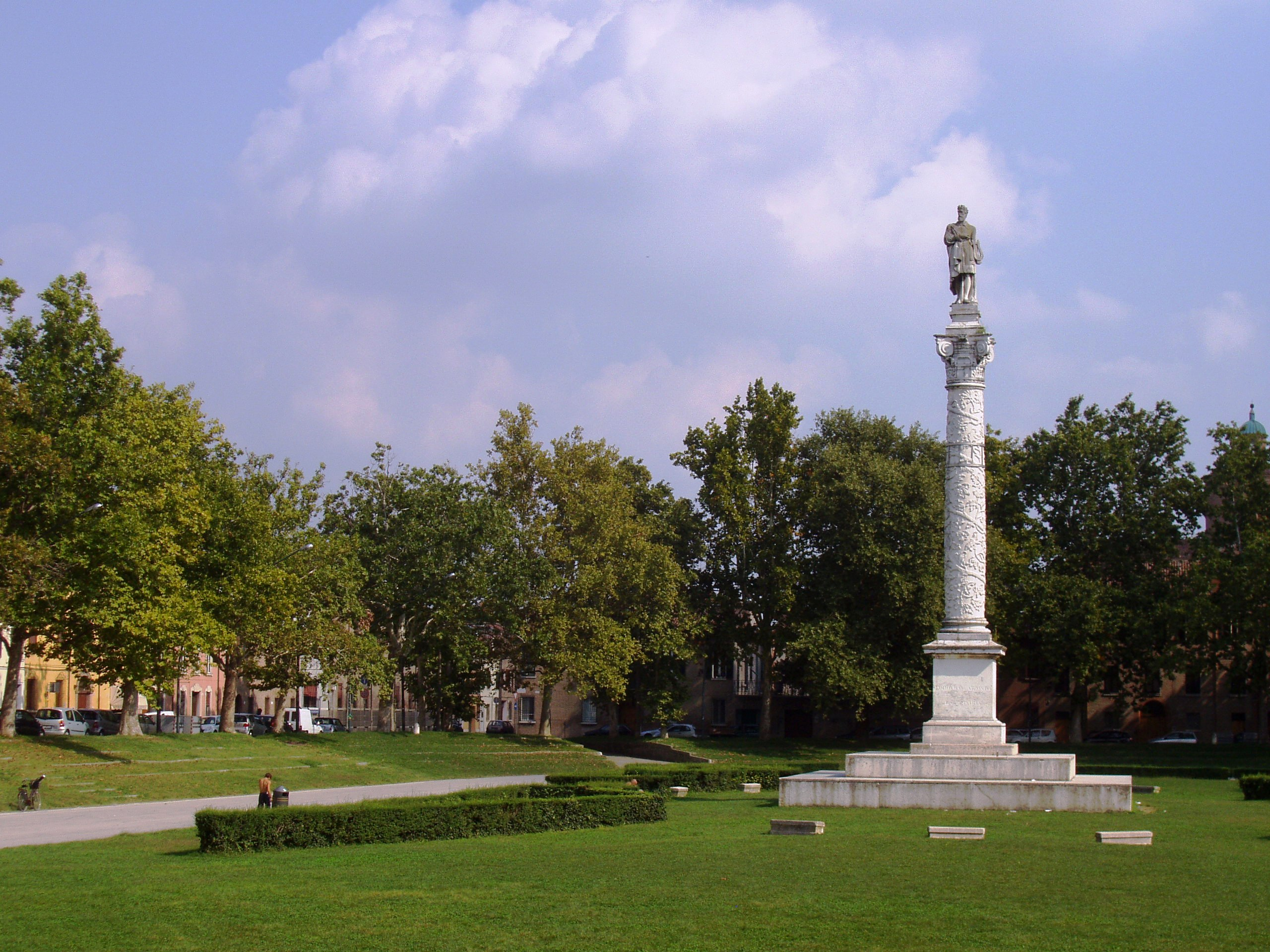
Piazza Ariostea

Già nel 1443 Leon Battista Alberti soggiornò in città, interpellato da Lionello d'Este per il campanile del Duomo e per la sistemazione della base del monumento equestre a Niccolò III, ma la presenza del grande architetto non ebbe un impatto rilevante nell'architettura cittadina, che restò dominata dalla tradizione tardo-trecentesca con l'uso del cotto decorato.
Per esigenze difensive e per la crescente domanda abitativa, gli interventi degli Este sulla città si concentrarono essenzialmente su tematiche di urbanistica piuttosto che sulla realizzazione di singoli edifici. Ferrara era essenzialmente una città medievale, con un nucleo di strette e tortuose stradine, privo di piazze e chiuso a sud dal Po di Volano e a nord dal canale della Giovecca, con le uniche emergenze nel Duomo, l'antistante residenza estense e, poco più a nord, il Castello di San Michele.
Un primo ampliamento si ebbe con Borso d'Este a metà del secolo, ma fu soprattutto Ercole I a mettere in atto un ambizioso progetto urbanistico, nel quadro dell'esperienza rinascimentale della "città ideale", che è oggi ricordato come uno dei primi in Europa e ha valso alla città il riconoscimento di Patrimonio dell'umanità dell'UNESCO. Ercole infatti affidò all'architetto Biagio Rossetti la progettazione di un raddoppiamento della città secondo un nuovo schema razionale, la cosiddetta Addizione erculea.

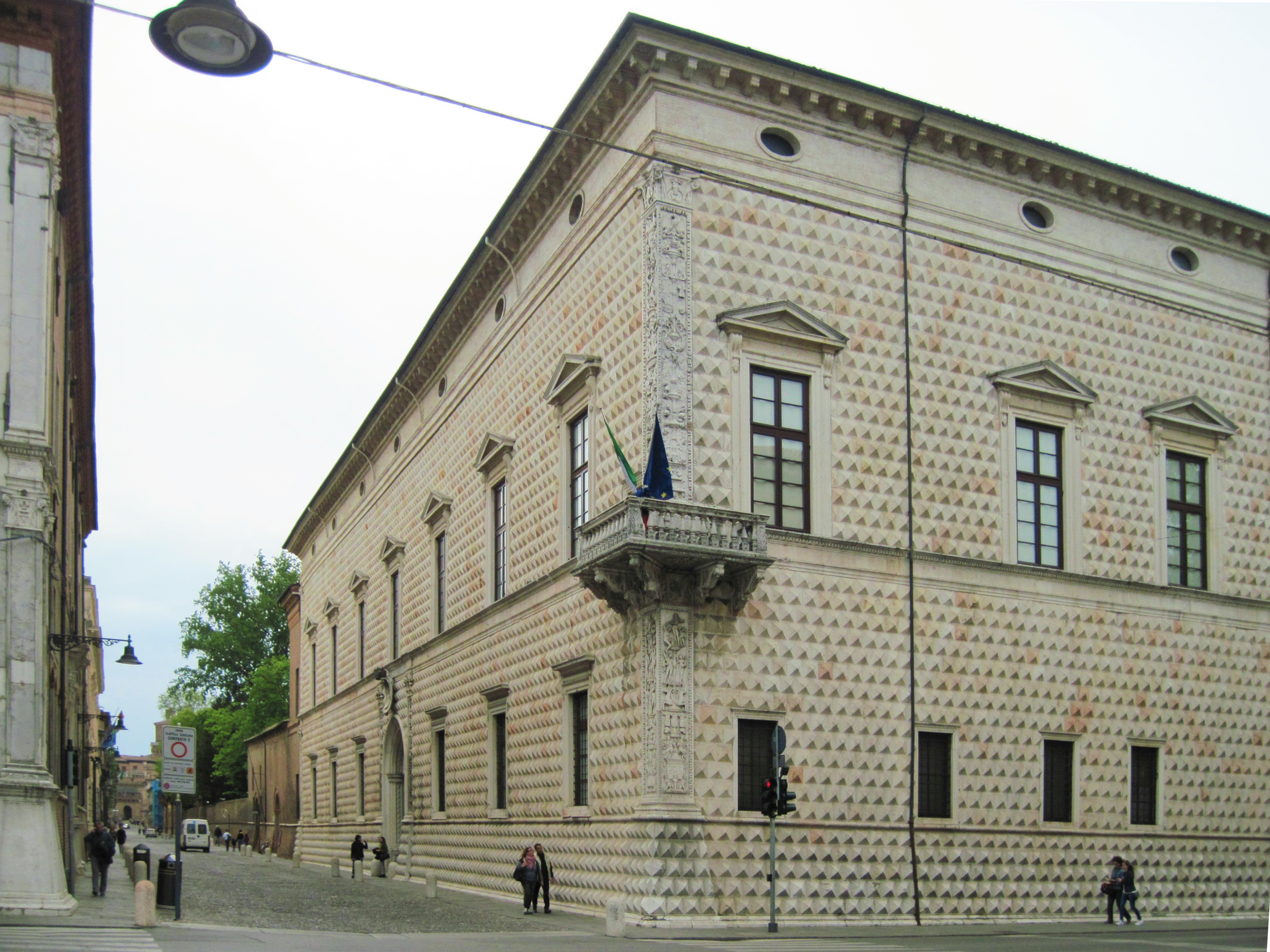
Il Palazzo dei Diamanti.

Innanzitutto fu interrato il fosso della Giovecca, facendone una larga strada, il Corso della Giovecca, che facesse da cerniera con la parte antica della città: in corrispondenza degli sbocchi delle vie medievali fece infatti prolungamenti regolari, fondendo organicamente il vecchio e il nuovo. La nuova parte, rifacendosi all'urbanistica romana nelle descrizioni di Vitruvio, aveva una rete viaria ortogonale che si articolava su due assi principali: via degli Angeli (oggi Corso Ercole I), che ricalcava una precedente direttrice di collegamento tra il castello e Belfiore, e via dei Prioni, che andava dalla porta Po alla porta a Mare in direzione Est-Ovest. Questo asse in particolare, completamente nuovo e dal sapore pienamente "pubblico" (a fronte dell'altro asse che restava legato al passaggio dei duchi), venne particolarmente enfatizzato con una grande piazza alberata, l'attuale piazza Ariostea.

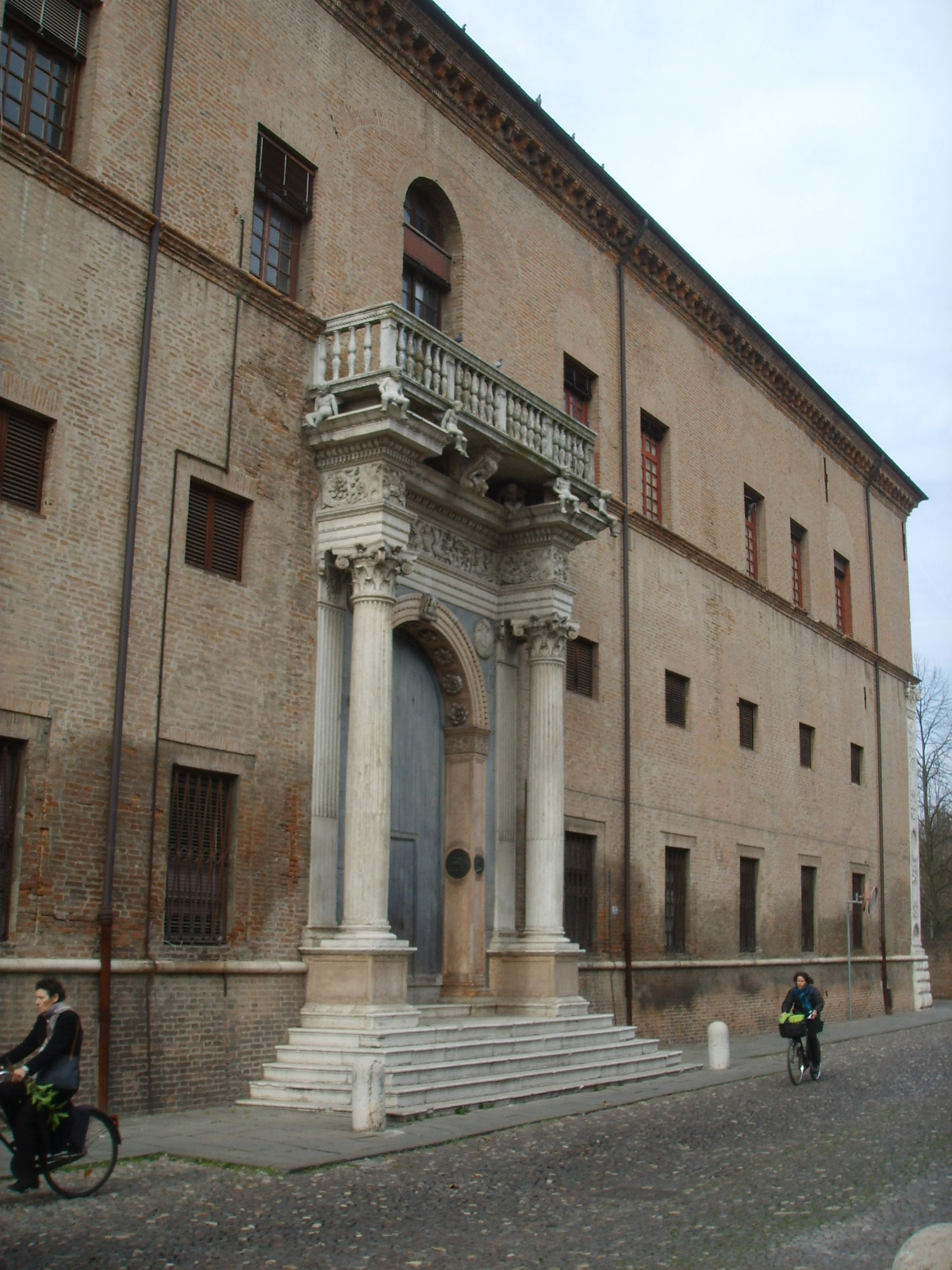
Palazzo Prosperi-Sacrati sul Quadrivio degli Angeli.

Per integrare l'addizione con il resto della città e stemperarne la possibile rigidità dello schema, Rossetti lasciò zone verdi che fungessero da "pausa" nel tessuto edilizio e, per gli edifici da lui progettati, continuò ad usare il tradizionale cotto. Vennero inoltre evitate le vedute monumentali in corrispondenza degli sbocchi delle vie, preferendo vedute di scorcio sulle architetture. Le prerogative paradigmatiche del suo progetto si percepiscono appieno nel punto di intersezione degli assi, il cosiddetto "Quadrivio degli Angeli", che non venne enfatizzato con una piazza, ma solo dalle eleganti decorazioni degli angoli dei palazzi, tra cui spicca il palazzo dei Diamanti, di Rossetti. L'edificio deve il nome al rivestimento a bugne appuntite, che creano un suggestivo effetto di chiaroscuro, con lastre decorate da candelabre in corrispondenza dell'angolo sul quadrivio, dove si imposta anche un balcone. Gli altri edifici sul quadrivio non ne eguagliarono l'imponenza, concentrandosi piuttosto sulla ricerca di effetti di variazione, con grandi portali o pilastrate d'angolo.
La nuova situazione urbanistica ferrarese fu, nel panorama italiano ed europeo del tempo, la più moderna e anche la più duratura nel tempo: vi manca la netta scissione tra città dei signori e città dei sudditi, né è presente un rapporto di sudditanza tra le due (come avveniva a Mantova o a Pienza), ma piuttosto è presente un'integrazione armonica tra le parti, ciascuna con la propria caratterizzazione. Un completo sviluppo dell'Addizione si sarebbe infatti completato nel tempo, anche se la mancata crescita demografica e la successiva caduta della dinastia bloccarono il progetto. Nonostante ciò, proprio in virtù della modernità e dell'organicità del progetto originario, il nuovo volto cittadino ha retto benissimo alle trasformazioni urbane fino ai giorni nostri.